# Pixel
Pixelul este un element component, de obicei foarte mic, al imaginilor grafice (fotografii, desene etc.) digitale. Cuvântul provine din engleză de la PICture ELements (elemente de imagine). Se prescurtează prin „px”, uneori și cu „p”. Un multiplu des întrebuințat este 1 Mpx = 1 megapixel = 1 milion de pixeli.

## Detalii

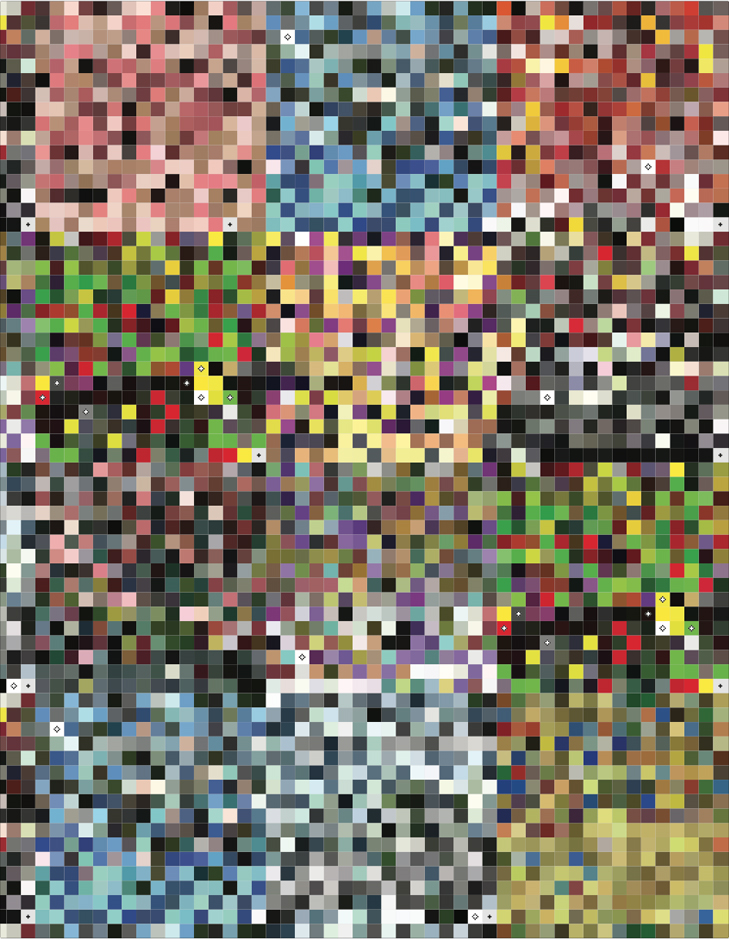
Pixel art

Pentru a putea fi prelucrate (cu ajutorul calculatorului), imaginile grafice trebuie mai întâi să fie digitalizate, adică împărțite în multe elemente mici (de exemplu ca o tablă de șah, sau și după alte sisteme), și anume atât de mărunt, încât fiecare element să aibă o singură culoare, sau măcar o singură culoare clar dominantă. Atunci fiecare astfel de element, numit pixel, posedă trei atribute care se pot exprima digital (numeric): culoare, opacitate (transparență) și poziție în matricea în care se divide imaginea. Dacă pixelii sunt foarte mici și numeroși, atunci prezentarea integrală a imaginii din memoria calculatorului pe un ecran sau prin tipărire poate atinge o calitate sau o fidelitate optică/grafică foarte înaltă, cu un grad de detaliere foarte mare, cât se poate de asemănătoare cu calitatea imaginilor tipărite obișnuite (analogice). La împărțirea imaginii într-un număr insuficient de pixeli, și calitatea prezentării scade, astfel încât trecerile de culori pot fi grobe, sau pot apărea efecte de trepte și de neclaritate deranjante, acolo unde de fapt ar trebui să se vadă de ex. o linie subțire clară.

## Voxel
Un termen înrudit a fost numit „voxel”. Diferența este că la voxeli este vorba despre împărțirea unor corpuri din spațiu, modelate în calculator în volum (în 3D), în elemente mici cu formă și volum prestabilit, pentru atingerea anumitor scopuri. Cuvântul este tot unul artificial, provenind din engleză, și format prin analogie parțială cu pixelul: „voxel” = volume element.

## Trăsăturile pixelilor
Definirea atributelor se poate face pe 1, 2, 4, 8, 16 sau și mai mulți biți pentru fiecare plan de culoare/transparență. De exemplu, pixelul definit pe 1 bit formează o imagine alb/negru (compusă doar din aceste 2 culori), 8 biți - o imagine greyscale care suportă 256 de nuanțe de gri, dar poate fi definit și ca 3x8 biți (imagine RGB), 4x8 biți (imagine CMYK, Lab sau HSL etc.) ș.a.
Pixelul poate avea formă pătrată (cea mai des întâlnită, în special la imaginile fotografice), sau și formă dreptunghiulară, îndeosebi folosit pentru reproduceri video (televizor, proiector video etc.).

## Rezoluția digitală
Numărul absolut de pixeli ai unei imagini digitale definește așa-numita rezoluție digitală a unei imagini. O imagine dreptunghiulară din memoria calculatorului poate de exemplu avea o rezoluție digitală de 1.600 x 1.200 pixeli (lungimea și lățimea). Dacă pixelii sunt patrați, atunci și raportul dintre laturile imaginii este 1.600:1.200, ceea ce se exprimă mai practic prin 4:3. (Alte raporturi des folosite sunt 3:2, 16:9, 1:1 ș.a.) Într-un sens înrudit, rezoluția digitală se mai indică și prin numărul total de pixeli ai imaginii, în acest exemplu 1.920.000 px, sau 1,92 megapixeli (Mpx), în care caz însă se pierde informația despre raportul între laturile imaginii. Rezoluția ar putea fi însă mai complet definită prin numărul de pixeli raportat la unitatea de suprafață; este o mare diferență între un display cu rezoluția de un megapixel și suprafața de 10 cm2 și  un display cu aceeași rezoluție dar cu suprafața de 1 m2.
Presupunând că imaginea de mai sus de 1.600 x 1.200 px este alcătuită din 800 linii verticale albe intercalate cu alte 800 linii verticale negre, toate cu grosimea de câte 1 pixel. Când această imagine este reprodusă pentru ochiul omenesc pe hârtie sau pe un display, atunci 1.600 x 1.200 px este de fapt rezoluția optică maximă care se poate atinge, deci cazul ideal, dacă cele toate 1.600 de linii albe și negre se văd clar și distinct. La display-uri de mică rezoluție apar însă în total mai puține linii, în general mai groase decât un pixel fiecare, de grosimi inegale, neclare sau și cu nuanțe false (gri în loc de alb/negru). În acest caz rezoluția optică a imaginii afișate pe ecran este mai mică decât cea digitală a sursei de date, deși este vorba despre aceeași imagine.

## ppi și dpi
Pentru imagini reale, tipărite sau afișate pe un ecran, are importanță și numărul de pixeli raportat la lungime, măsurat de exemplu în pixeli/mm. Rezoluția optică se exprimă cel mai des totuși în pixeli pe inch, prescurtat „ppi” (un inch = un țol = 25,4 mm). De exemplu, imaginile redate grafic pe calculatoare cu sistemul de operare Mac OS au de obicei 72 ppi, iar cele pentru Windows 96 ppi.
Deseori rezoluția digitală a unei imagini din memorie este confundată cu rezoluția optică fizică a unui aparat (ecran, cip electronic din aparatul de fotografiat și filmat digital, scaner etc.) sau și cu rezoluția la tipar (print resolution). În tehnica tipografică s-a folosit dintotdeauna o altă unitate pentru indicarea rezoluției, și anume numărul de puncte (engleză dots) per inch („dpi”). Prin natura lor aceste punctișoare sunt tot componente elementare ale imaginii, deci sunt foarte asemănătoare cu pixelii, doar că sunt mult mai mici.
De multe ori, numărul de dpi al imprimantelor este mult mai mare decât numărul de ppi al imaginii de tipărit. Dacă rezoluția tipografică a unei imprimante este de exemplu de 600 dpi, iar imaginea digitală trebuie tipărită cu 96 ppi, atunci pentru fiecare pixel al imaginii vor fi imprimate pe hârtie în medie 6,25 dots (= 600 / 96) pe lungime, și 6,25 pe lățime, deci în total, luat pe suprafață, circa 39 de dots (punctișoare) pe pixel.
O altă măsură înrudită cu pixelul este „punctul tipografic” sau „punctul DTP”, prescurtat „pt”, care este o unitate fundamentală în domeniul DeskTop Publishing (DTP) - tipografia bazată pe digitalizare și computere. Un pt are mărimea de 0,3527 mm. De aceea, la o imagine cu 72 dpi, fiecare punctișor (dot) corespunde exact unui pt (aceasta deoarece 25,4 mm/inch : 0,3527 mm/dot = 72 dpi).